# Corindia minor
Corindia minor är en tvåvingeart som beskrevs av Daniel J. Bickel 1986. Corindia minor ingår i släktet Corindia och familjen styltflugor. Inga underarter finns listade i Catalogue of Life.